# Szymki (województwo warmińsko-mazurskie)
Szymki (niem. Symken, 1938–1945 Simken) – osada w Polsce położona w województwie warmińsko-mazurskim, w powiecie piskim, w gminie Biała Piska. W latach 1975–1998 miejscowość administracyjnie należała do województwa suwalskiego.

## Historia
Dobra szlacheckie, wieś powstała w ramach kolonizacji Wielkiej Puszczy. Wcześniej był to obszar Galindii. W XV i XVI w. wymieniane pod nazwami: Meruslauen, Mirβlawe, Myrβlawe, Maroslaw, Klüdene, Kluden, Cludden, Guty, Gutten, Nicolaer Gutter.
Obszar wsi wymieniany w dokumentach już w 1424 r., jako dąbrowa pomiędzy wsiami Pietrzyki, Biała Piska, Kumielsk, Kocioł i jezioro Kumielsk. Prawdopodobnie pierwsza nazwa bierze się od pierwszego właściciela tych dóbr niejakiego Mirosława. Szymki wymieniane w dokumentach były już w 1453 r. pod nazwą pierwotną Meruslauen. Przywilej lokacyjny wystawiono w 1495 r. Wieś lokowana przez komtura von Gebesattela na łącznie 35 łanów (20 w Gutach, 15 w Kludene), na prawie magdeburskim (dla obu płci) z obowiązkiem dwóch służb zbrojny, dla Szymona Moelknechta. Szymon otrzymał także 6 morgów łąk między rzeczką Białką i Kaliszkami. Szymon wymienione łany zakupił od niejakiego Guta (od którego nazwa części dóbr). Od Szymona wzięła się późniejsza nazwa wsi.